# Liste der Monuments historiques in Nucourt
Die Liste der Monuments historiques in Nucourt führt die Monuments historiques in der französischen Gemeinde Nucourt auf.

## Liste der Bauwerke
| Bezeichnung       | Beschreibung                  | Standort        | Kennzeichnung | Schutzstatus | Datum | Bild           |
| ----------------- | ----------------------------- | --------------- | ------------- | ------------ | ----- | -------------- |
| Friedhofskreuz    | 16. Jahrhundert               | Friedhof (Lage) | PA00080146    | Classé       | 1963  | weitere Bilder |
| Kirche St-Quentin | Erbaut ab dem 13. Jahrhundert | (Lage)          | PA00080147    | Classé       | 1915  | weitere Bilder |
| Friedhof          |                               | (Lage)          | PA00080148    | Classé       | 1938  |                |

## Liste der Objekte

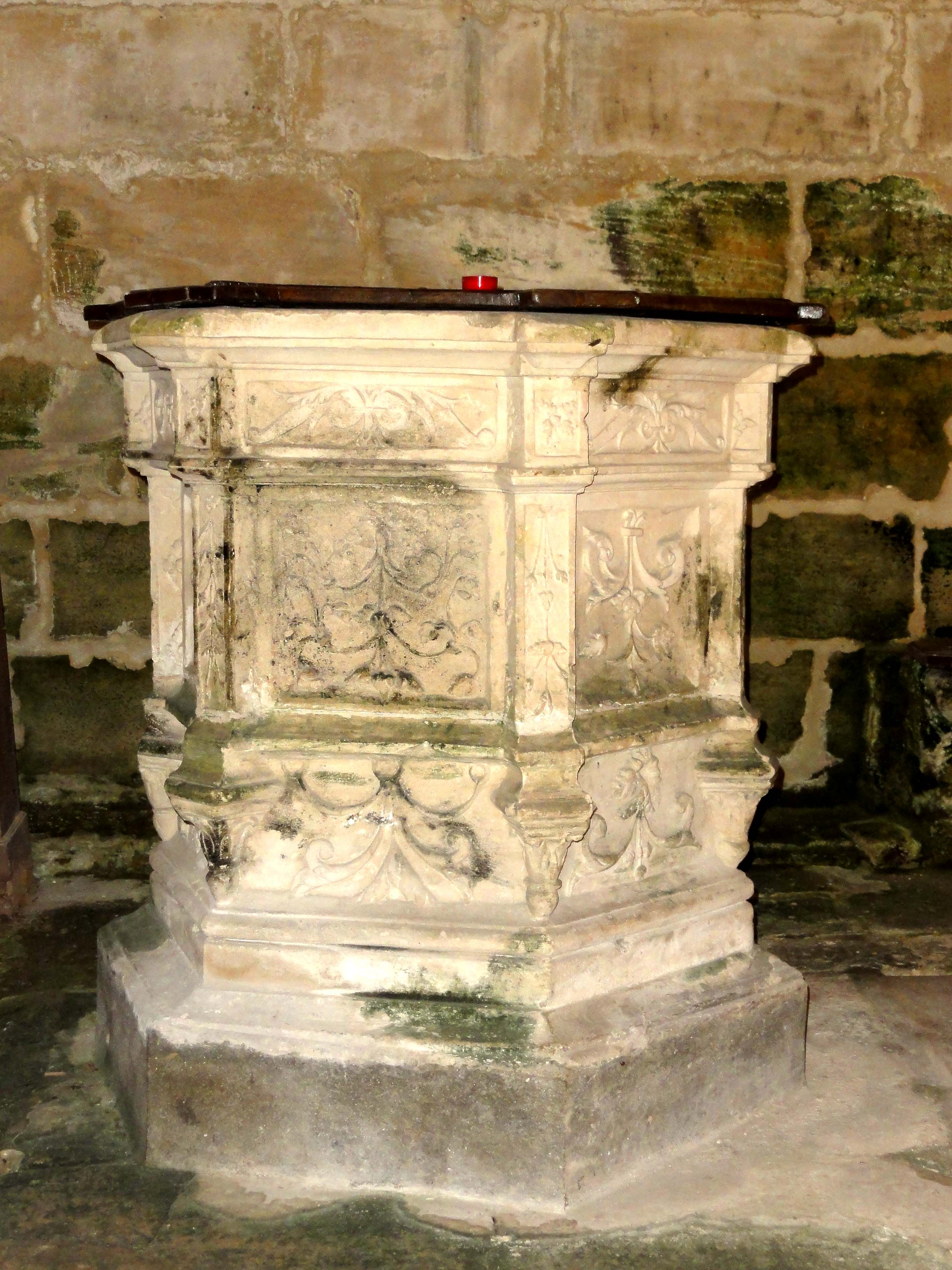
Taufbecken (16. Jahrhundert) in der Kirche St-Quentin

- Monuments historiques (Objekte) in Nucourt in der Base Palissy des französischen Kultusministeriums